# Giubilanti d’amore fraterno
Giubilanti d’amore fraterno – hymn narodowy San Marino do 1894 roku.

## Tekst hymnu
Giubilanti d’amore fraterno,
Salutiam la natale pendice!
Salutiam questa rupe felice
Vaga gemma dell’ Italo suol.
Liberta nostre case tutela
Liberta le nostr’ alme ristora
Liberta, liberta sol c’infiora
Di dolcezza, di pace e d’amor.
Giuriam fratelli – con tutto il core,
Al nostro tetto – perenne amor.
Giuriam, giuriam!
Qui il ladrone col mezzo suo capo
Non lordava i purissimi colli:
No! Di sangue non fumano molli
Questi Sassi del nostro Titan.
Qui fratelli, e non vili Titanni
Della Patria fan mite governo;
Prence e schiavo l’ammiran, ne scherno
Del prezioso suo bene si fa.
Giuriam fratelli – con tutto il core,
Al nostro tetto – perenne amor.
Giuriam, giuriam!
Coronata di triplice Torre
Che potenza suprema dinota,
Ah! non crolla, non cade, ma immota
Al variar dell’etadi si stà.
La funesta membranza d’un Giuda
Che rubar ci pravó Libertade,
Viva sempre nell’ alme contrade
Quale storia d’orrendo squallor.
Giuriam fratelli – con tutto il core,
Al nostro tetto – perenne amor.
Giuriam, giuriam!
Di Marino la povera Rupe

Salva, o Cielo, da’fieri perigli;
E noi fidi, diletti suoi figli
Emulando le gloria n’andrem.
Giovanetti, se in core vi suona
Voce santa d’amore al Titano
Deh! posate sul petto la mano
E giurate serbar Libertà!
Giuriam fratelli – con tutto il core,
Al nostro tetto – perenne amor.
Giuriam, giuriam!